# Ási í Bæ
Ási í Bæ, eigentlich Ástgeir Ólafsson, (* 27. Februar 1914; † 1. Mai 1985 in Reykjavík) war ein isländischer Schriftsteller.

## Leben
Er absolvierte 1940 eine Genossenschaftsschule und war danach als Hochseefischer und Büroangestellter auf den isländischen Westmännerinseln tätig. 1968 zog er nach Reykjavík. Dort wirkte er als Kabarettist und Schauspieler. Zeitweise war er Redakteur der Satirezeitschrift Spegillinn (Spiegel).
Als Autor verfasste er einen Roman, Bände mit Erzählungen und Gedichten über die Hochseefischerei sowie eine Reisebeschreibung über Grönland.